# Grammitis jungens
Grammitis jungens là một loài dương xỉ trong họ Polypodiaceae. Loài này được Proctor mô tả khoa học đầu tiên năm 1989.
Danh pháp khoa học của loài này chưa được làm sáng tỏ. 